# Martin Schlaff
Martin Schlomo Mordechai Joschua Schlaff (* 6. August 1953 in Wien) ist ein Finanzinvestor, Netzwerker und Philanthrop. Mit einem geschätzten Vermögen zwischen 1,5 und 3 Milliarden Euro ist er einer der reichsten Österreicher.

## Leben
Martin Schlaff ist der Sohn jüdischer Flüchtlinge, die 1945 in einem Wiener DP-Lager gelandet waren. Seine Eltern gründeten in den 1950er Jahren mit den Geschäftsmännern Ladislaus Moldovan und Friedrich Wiesel die Robert Placzek OHG, ein Handelsunternehmen, das hauptsächlich im Osthandel tätig war. Martin Schlaff studierte an der Wirtschaftsuniversität Wien und schloss sein Studium mit dem akademischen Grad eines Magisters ab. 

### Osthandel
Nach dem Studienabschluss übernahm er die Leitung der OHG, die im Laufe der folgenden Jahre mehrfach umgegründet wurde und heute als Robert Placzek Holding AG firmiert. Die Firma war auf Holz, Zellulose und Papier spezialisiert, gehandelt wurde vorrangig mit Ungarn, der Tschechoslowakei und Polen, später auch mit der DDR. Martin Schlaff erweiterte schrittweise das Angebot, bot Textilien an und schließlich auch Computerteile, insbesondere Festplatten. Einige Jahre nach der Wiedervereinigung sah er sich heftigen Angriffen seitens der deutschen Bundesregierung und einiger deutscher Medien ausgesetzt, er sei ein Stasi-Spion gewesen, habe sich des Technologietransfers und der Geldwäsche schuldig gemacht, habe Waren verrechnet, aber nicht geliefert. Laut Spiegel soll Bundeskanzler Helmut Kohl die Angelegenheit zur Chefsache erklärt haben und die Auszahlung von 78 Millionen DM an Schlaff unterbunden haben. Auf Betreiben Kohls wurde der Generalbundesanwalt tätig und suchte strafbare Handlungen.
Schlaff bestreitet die Vorwürfe ausdrücklich und hat alle Prozesse in diesem Zusammenhang gewonnen. In einem Interview mit der Wochenzeitung Die Zeit erläuterte er später, dass sich die deutsche Bundesregierung bei der Bewertung des DDR-Vermögens gründlich verrechnet hatte und daher Sündenböcke gebraucht wurden. 1998 wurden alle strafrechtlichen Untersuchungen eingestellt, es kam zu keiner Anklage. Im April 2002 gewann Schlaff nach vierjähriger Verfahrensdauer auch ein zivilrechtliches Verfahren gegen die Bundesrepublik Deutschland vor einem Schweizer Gericht. Das Urteil umfasste mehr als 500 Seiten. Das Gericht stellte fest, dass die Beschlagnahme der 78 Millionen DM rechtswidrig erfolgte, weil Schlaff seinen Lieferverpflichtungen im vollen Umfang nachgekommen war. Deutschland verzichtete auf einen Einspruch und überwies den geforderten Betrag samt Zinsen. Jahre später, nach Kohls Tod, entschuldigte sich Kohls Kabinettsmitglied Bernd Schmidbauer persönlich bei Schlaff.

### Kasino und Hotel Oasis
Dank seiner Kontakte, auch zu palästinensischen Politikern, gelang es Schlaff im Jahre 1998, das erste 5-Stern-Hotel von Jericho mit angeschlossenem Kasino zu eröffnen. Seine Partner bei diesem Projekt waren die Palästinensische Autonomiebehörde, die Casinos Austria und die österreichische Bank BAWAG. Über 90 Prozent der 2.000 Mitarbeiter waren Palästinenser. Das „Oasis“, konzipiert für israelische Gäste – in Israel ist Glückspiel verboten – war von Anfang an ein großer Erfolg für alle Beteiligten. Das Kasino wurde aber im Verlauf der Zweiten Intifada des Jahres 2000 von israelischen Streitkräften beschossen und danach geschlossen.
Anfang Januar 2006 fiel der israelische Premierminister Ariel Scharon ins Koma. Unmittelbar danach tauchten Gerüchte über Bestechungsgelder in Millionenhöhe auf, die der bewusstlose Politiker nicht mehr aufklären konnte. Bereits 2004 war der südafrikanische Geschäftsmann Cyril Kern beschuldigt worden, der jedoch keine wirtschaftlichen Interessen in Israel hatte. Im Januar 2006 geriet Martin Schlaff in das Fadenkreuz der Verdächtigungen, ohne Beweise. Der israelische Journalist Gidi Weitz veröffentlichte 2010 in der Zeitung Haaretz eine Serie mit dem Titel The Schlaff Saga und beschuldigte den Österreicher, er habe die halbe israelische Regierung mit mehr als 5 Millionen Dollar bestochen, darunter die früheren Regierungschefs Scharon und Olmert und die Minister Arje Deri und Avigdor Liebermann. Die Vorwürfe waren hochspekulativ, sowohl betreffend die Höhe der angeblichen Zahlungen als auch die Timeline, da das Kasino schon vor Beginn der Amtszeiten von Scharon und Olmert geschlossen worden war.
Schlaffs dementierte deutlich, die Vorwürfe seien ein "Hirngespinst". Schlaffs früherer Fahrer, Motti Finkelstein, gab bekannt, er würde beide Hände opfern, wenn etwas an den Vorwürfen dran sei. Dennoch nahm die israelische Staatsanwaltschaft Ermittlungen auf. Aufgrund der Untersuchungen, die sich über mehrere Jahre erstreckten, reiste Schlaff nicht mehr nach Israel. Er nahm auch an der Beerdigung seines Vaters Chaim Schlaff in Jerusalem nicht teil, weil ihm die israelischen Behörden kein freies Geleit zusichern wollten. Es kam zu keiner Anklage, die Ermittlungen wurden eingestellt. 2015 nahm Martin Schlaff eine Einladung zu einer Hochzeit im Familienkreis in Israel wahr.

### Mobilfunkunternehmen
Im Jahr 2002 übernahm Schlaff mit seinen Partnern, dem ehemaligen ÖVP-Obmann Josef Taus und dem ehemaligen Länderbank-Vorstand Herbert Cordt den größten bulgarischen Mobilnetzbetreiber Mobiltel vom russischen Geschäftsmann Michael Cherney. Diese Übernahme kostete 850 Millionen Euro und wurde von der BAWAG finanziert. Es gelang dem Konsortium, das Unternehmen nach westlichen Maßstäben zu organisieren und 2005 an die Telekom Austria weiter zu veräußern. Als Gewinn aus diesem Engagement werden 800 Millionen Euro kolportiert.
2005 versuchte Schlaff den Bulgarien-Coup in Serbien zu wiederholen. Mit seinen Partnern Josef Taus und Herbert Cordt übernahm er Anteile an der serbischen Mobilfunkgesellschaft Mobtel von Bogoljub Karić. Die Regierung entzog dem Unternehmen jedoch die Lizenz. Nach Intervention seitens der österreichischen Regierung wurde ein Kompromiss ausgehandelt, der die Investitionen der Gruppe sicherte. Schlussendlich kam bei der Versteigerung im Jahr 2006 nicht die Telekom Austria zum Zug, sondern als Bestbieter das norwegische Unternehmen Telenor.
Im September 2007 war er maßgeblich an der Übernahme des belarussischen Mobilfunkanbieters MDC durch die Telekom Austria beteiligt – laut ‘’Presse’’ um einen Kaufpreis vom 1,05 Milliarden Euro.

### RHI Magnesita
Im Jahr 2006 übernahm die MS Privatstiftung, die Martin Schlaff zugerechnet wird, rund sechs Prozent des Feuerfest-Konzerns RHI AG. Im September des Folgejahres besaß die Stiftung bereits 26,47 % der Aktien. Im September 2007 wurde der bisherige Finanzvorstand Eduard Zehetner durch zwei Finanzexperten ersetzt – Stefano Colombo, vormals Finanzchef der Telekom Austria, als Schlaff Verkaufsgespräche betr. der bulgarischen Mobiltel mit dieser Firma führte, und Rudolf Payer, zuvor Chef des RHI-Rechnungswesens. In den Aufsichtsrat berufen wurden vier Schlaff-Vertraute: Herbert Cordt, Mark Eckhout, Helmut Draxler und der vormalige Vizekanzler Hubert Gorbach. Später wurden auch David Schlaff, einer seiner Söhne, und Altkanzler Alfred Gusenbauer zu Aufsichtsräten gewählt. 2016 sollte nach erfolgreichen Verhandlungen Christian Kern das Amt des Vorstandsvorsitzenden zu übernehmen, doch verzichtete dieser aufgrund seiner Berufung zum Bundeskanzler der Republik Österreich. Die Funktion des CEO übernahm 2016 der Schweizer Manager Stefan Borgas. Im selben Jahr erfolgte die Fusion mit dem brasilianischen Mitbewerber Magnesita. Während die Unternehmensleitung nach der Fusion in Wien verblieb, verließ die Firma die Wiener Börse und wird seither in London notiert. RHI Magnesita zählt dort zum FTSE 250 Index. 2017 endeten die Aufsichtsratsmandate von Gorbach und Gusenbauer.
Seit 2010 ist er mit der Sigma Kreditbank aktiv. Diese vergibt Schufa-freie Kleinkredite an deutsche Arbeitnehmer. Seit 2022 zählt er zum Investorenkreis, der sich bemüht, den traditionsreichen Fußballverein FK Austria Wien zu retten.

### Netzwerktätigkeit
Schlaff war befreundet mit Jitzchak Rabin und Jassir Arafat, aber er hatte stets auch eine gute Gesprächsbasis mit konservativen Politikern wie Ariel Scharon oder Wolfgang Schüssel. 1998 half er der Bank Austria, die „wegen Devisengeschäften in Russland am Rande des Kollapses stand“, so die Tageszeitung Der Standard zwölf Jahre später, beim Ausstieg aus den toxischen Geschäften. Nachdem der Kärntner Landeshauptmann Jörg Haider den Vorsitzenden der Kultusgemeinde Ariel Muzicant grob beleidigt und ein langwieriger Gerichtsstreit zu keinem Ergebnis geführt hatte, vermittelte Schlaff eine außergerichtliche Einigung. Im Jahr 2002 nutzte Schlaff seine Kontakte zu Ariel Scharon, um die österreichische Bundesregierung unter Wolfgang Schüssel im Bestreben einer Normalisierung der Beziehungen zu Israel zu unterstützen. 2003 wurde wieder ein Botschafter nach Österreich entsandt, 2004 kam Israels Präsident Mosche Katzav zu einem Staatsbesuch nach Wien.
Im August 2010 vermittelte Schlaff die Freilassung des in Libyen wegen Spionagevorwürfen festgehaltenen Israelis Rafael Haddad. Dieser wurde am 8. August von Libyen nach Wien ausgeflogen und dort vom israelischen Außenminister Avigdor Lieberman empfangen. Schlaff nutzte dabei seine Kontakte zu Revolutionsführer Gaddafi sowie dessen Sohn Saif. Als Gegenleistung Israels erreichte Schlaff, dass ein libysches Hilfsschiff seine Ladung für Gaza – zwanzig vorgefertigte Häuser – im ägyptischen Hafen Al-Arisch löschen konnte und die Fracht von dort aus ihr Ziel erreichte. So wurde die israelische Seeblockade umgangen.

## Philanthropie
Martin Schlaff fördert seit vielen Jahren insbesondere Organisationen, die sich für das Überleben von Kindern einsetzen, darunter die Hilfsorganisation Chai Lifeline oder die Forschungsabteilungen am Massachusetts General Hospital und am Irving Medical Center der Columbia University. Er zählte auch zu den Sponsoren von Children of Chernobyl, gegründet von Steven Spielberg.
Er unterstützte mehrfach die Österreichische Krebshilfe, die ihn 2010 als "Sponsor des Jahrhunderts" auszeichnete. Er finanziert den Gan Sara Kindergarten, ein Chabad Projekt, und die Chaim Schlaff Dining Hall, benannt nach seinem Vater. Dort werden dreimal täglich für bis zu 150 Bedürftige Mahlzeiten zubereitet. Auf einem Gestüt nahe Wien wird Reitthearpie für Kinder mit besonderen Bedürfnissen ermöglicht.
Schlaff hat eine Antisemitismus-Sammlung mit rund 5.000 Objekten, die einen Zeitraum von 1490 bis 1946 umfassen, in zehnjähriger Arbeit zusammengetragen, die er 1993 der Stadt Wien für das Jüdische Museum schenkte. Diese katalogisierte die Exponate und bereitete sie für eine Großausstellung auf.
Er gilt als großer Liebhaber und Förderer der klassischen Musik, insbesondere der Oper. Er ermöglichte Projekte an allen drei Wiener Opernhäusern, bei den Festspielen von Grafenegg, Luzern, Salzburg und Wien, an der Mailänder Scala und an der New Yorker Met. Zu seinen Freunden zählt eine Reihe bekannter Künstler, beispielsweise die Regisseure Luc Bondy und Lotte de Beer, der Dirigent Omer Meir Wellber, die Sänger Anna Netrebko und Neil Shicoff sowie der Intendant der Salzburger Osterfestspiele, Nikolaus Bachler.
Er sprang oft als Förderer ein, wenn das Scheitern eines Projekts drohte. Nachdem sich deutsche Sender zurückgezogen hatten, sicherte Schlaff die Produktion des Films Der Anständige der israelischen Regisseurin Vanessa Lapa, eine Dokumentation über den Naziführer, Holocaust-Organisator und Kriegsverbrecher Heinrich Himmler. Er ermöglichte inmitten der COVID-Pandemie eine Konzertreihe in Wien mit dem Geiger Julian Rachlin und stellte der jungen Geigerin Lilian Pocitari ein Instrument des Cremoneser Geigenbauers Nicolas Bergonzi zur Verfügung. 2023 wurde mit seiner Unterstützung die Salzburger Festspielproduktion der Salome an der Wiener Volksoper rekonstruiert, eine Inszenierung des 2015 verstorbenen Luc Bondy.
Er baute auch eine bedeutende Kunstsammlung auf. Seine Sammlung historischer Kutschen schenkte er im Jahre 2020 der Spanischen Hofreitschule in Wien.

## Persönliches

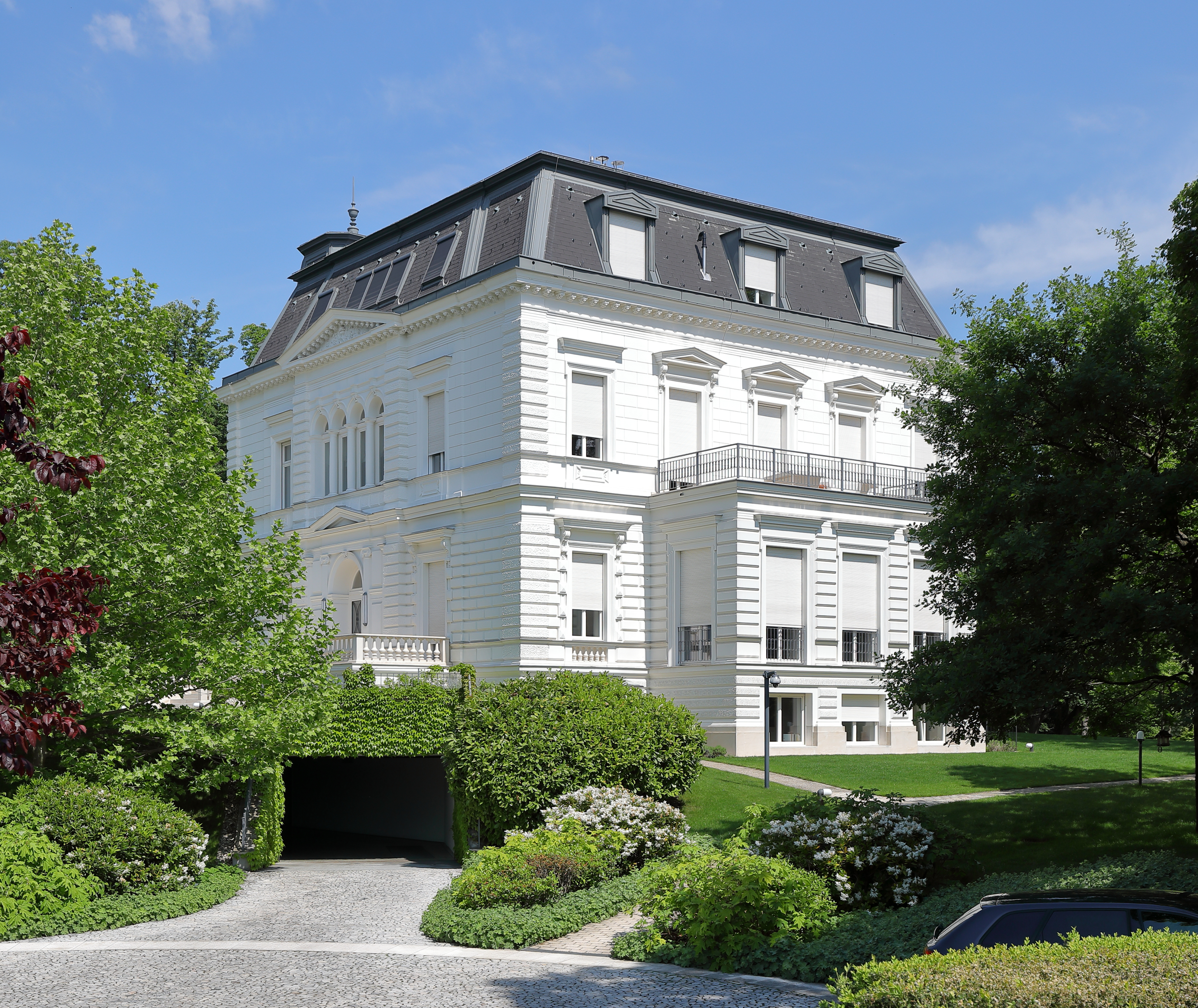
Martin Schlaffs Villa in Wien, die seine 2. Frau bei der Scheidung erhielt

Schlaff ist Vater von vier Söhnen und zwei Töchtern aus drei Ehen. Ende März 2008 kam Schlaff in die Schlagzeilen, weil er sich von seiner Frau Andrea scheiden ließ und dabei kolportierte 200 Millionen Euro Abfindung bezahlte, dabei ging auch die Hauptvilla an der Adresse Salmannsdorfer Höhe 10 im 19. Wiener Gemeindebezirk Döbling in das Eigentum seiner Exfrau Andrea über. Schlaff besitzt des Weiteren ein Anwesen in Maria Anzbach.
Sein Bruder James wurde 1952 geboren.
Schlaff ist seit 1986 Mitglied der SPÖ.

## Trivia
Im Oktober 2006 kam Schlaff in die Schlagzeilen, weil er für seinen langjährigen Freund, Schachspielpartner und Geschäftspartner Helmut Elsner, der im Zuge der BAWAG-Affäre in Frankreich inhaftiert wurde, eine Million Euro als Kaution bereitstellte. Nach der Überstellung Elsners nach Österreich wurde die Kaution rückerstattet.
Schlaff wurde in der Folge als Zeuge im BAWAG-Prozess befragt. Transaktionen an seine Firmen erklärte er so, dass sie für einen an die Bawag vermittelten Geschäftsmann geparkt wurden. Er betonte, von den hohen Verlusten durch Flöttls Spekulationen nichts gewusst zu haben, sonst hätte er die Hausbank gewechselt. Am Ende der Zeugenaussage auf den ihm zustehenden Fahrkostenersatz angesprochen, meinte der Milliardär nur: „Danke, ich komme zurecht.“

## Auszeichnung
- 1993 Goldenes Ehrenzeichen für Verdienste um das Land Wien[39]